# Jim Rathmann
Royal Richard Rathmann, detto Jim (Alhambra, 16 luglio 1928 – Melbourne, 23 novembre 2011), è stato un pilota automobilistico statunitense.

## Carriera
Nato con il nome di Richard, si iscrisse alle corse come Jim dopo aver deciso insieme a suo fratello maggiore James, anch'egli pilota automobilistico e poleman alla 500 Miglia di Indianapolis 1958, di utilizzare il nome di quest'ultimo per poter correre senza aver ancora raggiunto l'età minima; a sua volta James iniziò a correre con il nome di Dick, diminutivo di Richard. Quello che doveva essere uno stratagemma temporaneo finì per segnare i fratelli Rathmann per tutta la loro vita.
Corse nel Campionato Americano (AAA/USAC) dal 1949 al 1963, vincendo diverse gare tra le quali la 500 Miglia di Indianapolis 1960.
Tra il 1950 e il 1960 la 500 Miglia di Indianapolis faceva parte del Campionato Mondiale, per questo motivo Rathmann ha all'attivo anche 10 Gran Premi, una vittoria e tre secondi posti in F1.
Rathmann muore nel 2011 ed il suo corpo è stato cremato.

## Risultati completi in F1
| 1950 | Scuderia                   | Vettura   |  |  |    |  |  |  |  |  |  |  |  | Punti | Pos. |
| ---- | -------------------------- | --------- |  |  | -- |  |  |  |  |  |  |  |  | ----- | ---- |
| 1950 | Pioneer Auto Repair/Lorenz | Wetteroth |  |  | 24 |  |  |  |  |  |  |  |  | 0     |      |

| 1952 | Scuderia           | Vettura           |  |   |  |  |  |  |  |  |  |  |  | Punti | Pos. |
| ---- | ------------------ | ----------------- |  | - |  |  |  |  |  |  |  |  |  | ----- | ---- |
| 1952 | Grancor-Wynn's Oil | Kurtis Kraft 3000 |  | 2 |  |  |  |  |  |  |  |  |  | 6     | 10º  |

| 1953 | Scuderia                       | Vettura           |  |   |  |  |  |  |  |  |  |  |  | Punti | Pos. |
| ---- | ------------------------------ | ----------------- |  | - |  |  |  |  |  |  |  |  |  | ----- | ---- |
| 1953 | Travelon Trailer / Ernest Ruiz | Kurtis Kraft 500B |  | 7 |  |  |  |  |  |  |  |  |  | 0     |      |

| 1954 | Scuderia         | Vettura           |  |     |  |  |  |  |  |  |  |  |  | Punti | Pos. |
| ---- | ---------------- | ----------------- |  | --- |  |  |  |  |  |  |  |  |  | ----- | ---- |
| 1954 | Bardahl/Ed Walsh | Kurtis Kraft 4000 |  | Rit |  |  |  |  |  |  |  |  |  | 0     |      |

| 1955 | Scuderia                        | Vettura               |  |  |    |  |  |  |  |  |  |  |  | Punti | Pos. |
| ---- | ------------------------------- | --------------------- |  |  | -- |  |  |  |  |  |  |  |  | ----- | ---- |
| 1955 | Belond Equa-Flow/Calif. Muffler | Epperly Indy Roadster |  |  | 14 |  |  |  |  |  |  |  |  | 0     |      |

| 1956 | Scuderia        | Vettura           |  |  |     |  |  |  |  |  |  |  |  | Punti | Pos. |
| ---- | --------------- | ----------------- |  |  | --- |  |  |  |  |  |  |  |  | ----- | ---- |
| 1956 | Lindsey Hopkins | Kurtis Kraft 500C |  |  | Rit |  |  |  |  |  |  |  |  | 0     |      |

| 1957 | Scuderia                     | Vettura               |  |  |   |  |  |  |  |  |  |  |  | Punti | Pos. |
| ---- | ---------------------------- | --------------------- |  |  | - |  |  |  |  |  |  |  |  | ----- | ---- |
| 1957 | Chiropractic/Lindsey Hopkins | Epperly Indy Roadster |  |  | 2 |  |  |  |  |  |  |  |  | 7     | 10º  |

| 1958 | Scuderia        | Vettura               |  |  |  |   |  |  |  |  |  |  |  | Punti | Pos. |
| ---- | --------------- | --------------------- |  |  |  | - |  |  |  |  |  |  |  | ----- | ---- |
| 1958 | Leader Card 500 | Epperly Indy Roadster |  |  |  | 5 |  |  |  |  |  |  |  | 2     | 21º  |

| 1959 | Scuderia                | Vettura              |  |   |  |  |  |  |  |  |  |  |  | Punti | Pos. |
| ---- | ----------------------- | -------------------- |  | - |  |  |  |  |  |  |  |  |  | ----- | ---- |
| 1959 | Simoniz/Lindsey Hopkins | Watson Indy Roadster |  | 2 |  |  |  |  |  |  |  |  |  | 6     | 11º  |

| 1960 | Scuderia | Vettura              |  |  |   |  |  |  |  |  |  |  |  | Punti | Pos. |
| ---- | -------- | -------------------- |  |  | - |  |  |  |  |  |  |  |  | ----- | ---- |
| 1960 | Ken-Paul | Watson Indy Roadster |  |  | 1 |  |  |  |  |  |  |  |  | 8     | 8º   |

| Legenda | 1º posto     | 2º posto | 3º posto    | A punti         | Senza punti/Non class.  | Grassetto – Pole position Corsivo – Giro più veloce |
| Legenda | Squalificato | Ritirato | Non partito | Non qualificato | Solo prove/Terzo pilota | Grassetto – Pole position Corsivo – Giro più veloce |